# PRIDE 17
PRIDE 17: Championship Chaos fue un evento de artes marciales mixtas producido por PRIDE Fighting Championships, celebrado el 3 de noviembre de 2001 en el Tokyo Dome de Tokio.

## Resultados
1. ↑  Por el Campeonato Mundial de Peso Medio del PRIDE FC. Sakuraba sufrió una fractura de clavícula después de ser golpeado por Silva.
2. ↑  Por el Campeonato Mundial de Peso Pesado del PRIDE FC.